# バースデイプレゼント
『バースデイプレゼント』（BIRTHDAY PRESENT）は、1995年公開の日本映画。
ドラマ『妹よ』で共演した和久井映見と岸谷五朗のW主演で、岸谷の所属するアミューズが製作に関与した作品である。
キャッチ・コピーは「この恋が、世界中のプロポーズを変えてしまう。」

## ストーリー
7月14日パリ祭の日、弁護士・黒木（寺脇康文）に振られた傷心の国際線スチュワーデス大井秋子（和久井映見）は、冴えないツアーコンダクターの福田正吉（岸谷五朗）と、セーヌ川のほとりで出会う。正吉は自分は画家だと秋子に偽ってしまう。そして来年のパリ祭の日に二人がフリーだったら、また、セーヌ川で会おうと約束する。
ところが、偶然成田空港でばったり再会した二人に、正吉は秋子に自分は個展を開くために日本に戻ってきたのだと言ってしまう。しかし、友人の森崎勝也（唐沢寿明）に絵を借りて個展まで開いたものの、その正体がばれてしまう。失意の秋子に、正吉は改めて彼女の誕生日であるパリ祭の日にセーヌ川で会おうと訴える。

## キャスト
- 福田正吉：岸谷五朗
- 大井秋子：和久井映見
- 溝口薫：鈴木杏樹
- 黒木潤一郎：寺脇康文
- 福田福太郎：武田鉄矢
- 野口トミ子：鈴木保奈美
- 野口サト子：鰐淵晴子
- 今井武志：入江雅人
- 武志の母：石井トミコ
- 中本長介：柏原崇
- 森崎勝也：唐沢寿明
- 川野恵里：深津絵里
- ウェイター：高橋克典
- ウェイトレス：飯島直子
- 薫のカレ：今田耕司
- 正吉の同僚：石塚英彦
- 秋子の母：島かおり
- 黒木の見合い相手：網浜直子
- 黒木の見合い相手：山口紗弥加
- 左時枝

## スタッフ
- 製作者：村上光一、山本久
- 企画：重村一、堀口壽一、出口孝臣
- 脚本：水橋文美江
- 音楽：福山雅治、グーフィ森
- 主題歌：福山雅治「Message」
- 挿入歌：福山雅治「今 このひとときが 遠い夢のように」
- エクゼクティブ・プロデューサー：松下千秋、増田久雄
- プロデューサー：大多亮、小川普一、佐倉寛二郎
- 撮影：柳島克己
- 照明：渡辺三雄
- 美術：小川富美夫
- 録音：瀬川徹夫
- 効果：倉橋静男
- 編集：阿部浩英
- フジテレビジョン・アミューズ 提携作品
- 製作協力：プルミエ・インターナショナル

## DVD
- 2004年3月3日 レンタル開始（発売元：フジテレビ／品番：PCBC-70486）